# Pazifikspiele 2019/Tennis
Bei den Pazifikspielen 2019 in Apia wurden vom 8. bis 19. Juli 2019 sieben Wettbewerbe im Tennis ausgetragen.

## Herren

### Einzel
| Platz | Land               | Spieler           |
| ----- | ------------------ | ----------------- |
| 1     | Nördliche Marianen | Colin Sinclair    |
| 2     | Papua-Neuguinea    | Matthew Stubbings |
| 3     | Vanuatu            | Clément Mainguy   |

### Doppel
| Platz | Land               | Spieler                         |
| ----- | ------------------ | ------------------------------- |
| 1     | Tonga              | Matavo Fanguna Semisi Fanguna   |
| 2     | Nördliche Marianen | Colin Sinclair Robert Schorr    |
| 3     | Samoa              | Leon Soonalole Marvin Soonalole |

### Mannschaft
| Platz | Land               | Spieler                                                    |
| ----- | ------------------ | ---------------------------------------------------------- |
| 1     | Nördliche Marianen | Colin Sinclair Robert Schoor Ken Song                      |
| 2     | Papua-Neuguinea    | Matthew Stubbings Mark Gibbons Eddie Mera                  |
| 3     | Tahiti             | Heve Kelley Herinamarii Lai San Ridge Chung Gillian Osmont |

## Damen

### Einzel
| Platz | Land               | Spielerin           |
| ----- | ------------------ | ------------------- |
| 1     | Papua-Neuguinea    | Abigail Tere-Apisah |
| 2     | Papua-Neuguinea    | Violet Apisah       |
| 3     | Amerikanisch-Samoa | Kalani Soli         |

### Doppel
| Platz | Land               | Spielerin                          |
| ----- | ------------------ | ---------------------------------- |
| 1     | Papua-Neuguinea    | Abigail Tere-Apisah Violet Apisah  |
| 2     | Papua-Neuguinea    | Patricia Apisah Marcia Tere-Apisah |
| 3     | Amerikanisch-Samoa | Kalani Soli Charity Sagiao         |

### Mannschaft
| Platz | Land               | Spielerin                                                            |
| ----- | ------------------ | -------------------------------------------------------------------- |
| 1     | Papua-Neuguinea    | Abigail Tere-Apisah Violet Apisah Patricia Apisah Marcia Tere-Apisah |
| 2     | Samoa              | Steffi Carruthers Eleanor Schuster Sauleone Saipele Penina Kamu      |
| 3     | Amerikanisch-Samoa | Kalani Soli Charity Sagiao Francine Amao Paris Redskin Alice Asalele |

## Mixed
| Platz | Land               | Spieler/in                            |
| ----- | ------------------ | ------------------------------------- |
| 1     | Nördliche Marianen | Carol Young Suh Lee Colin Sinclair    |
| 2     | Papua-Neuguinea    | Abigail Tere-Apisah Matthew Stubbings |
| 3     | Amerikanisch-Samoa | Kalani Soli Christian Duchnak         |

## Medaillenspiegel
| Platz  | Land               | Gold | Silber | Bronze | Gesamt |
| ------ | ------------------ | ---- | ------ | ------ | ------ |
| 1      | Papua-Neuguinea    | 3    | 5      | —      | 8      |
| 2      | Nördliche Marianen | 3    | 1      | —      | 4      |
| 3      | Tonga              | 1    | —      | —      | 1      |
| 4      | Samoa              | —    | 1      | 1      | 2      |
| 5      | Amerikanisch-Samoa | —    | —      | 4      | 4      |
| 6      | Tahiti             | —    | —      | 1      | 1      |
| 6      | Vanuatu            | —    | —      | 1      | 1      |
| Gesamt | Gesamt             | 7    | 7      | 7      | 21     |